# 알무이즈 알리
알무이즈 알리 자이날라비딘 무함마드 압둘라(아랍어: المعز علي زين العابدين محمد عبد الله, ‎1996년 8월 19일~)는 카타르의 축구 선수로 포지션은 공격수이다. 현재 카타르 스타스 리그의 알두하일 SC와 카타르 축구 국가대표팀에서 활동하고 있으며 알두하일의 주장을 맡고 있다. 대한민국에서는 이름의 로마자 표기 'Almoez Ali'를 로마자 그대로 읽은 알모에즈 알리로도 알려져 있다.
수단에서 태어나 2013년 카타르 대표팀에 데뷔했고 2019년 AFC 아시안컵에서 9득점을 기록하며 아시안컵 우승과 아시안컵 단일 대회 역대 최다 득점 기록을 달성했다. 그는 AFC 아시안컵, 코파 아메리카, CONCACAF 골드컵에서 득점을 기록하며 2024년 기준으로 3개의 대륙 축구 선수권 대회에서 득점을 기록한 유일한 축구 선수 기록을 가지고 있다.

## 구단 경력
2015년 당시 오스트리아 3부 리그 소속팀인 FC 유니오르스에서 데뷔한 후 LASK 린츠 1군팀에 합류하여 2016년까지 9경기를 소화하며 2015-16년 오스트리아 2부 리그 준우승을 도운 뒤 스페인 3부 리그의 쿨투랄 레오네사에서 10경기를 소화했다.
이후 2016-17 시즌을 앞두고 유소년 시절 2014년까지 몸 담았던 자국 리그의 알두하일 SC로 이적하며 2년만에 친정팀으로 복귀한 뒤 현재까지 리그 3회 우승 및 2회 준우승, 카타르 에미르컵 2연패, 2018년 카타르 크라운 프린스컵 우승, 카타르 크라운 프린스컵 2연속 준우승 등의 굵직한 성과를 거두었다.

## 국가대표팀 경력
2013년 12월 바레인과의 친선 경기를 앞두고 카타르 성인 대표팀에 발탁되었다. 알리는 17세의 나이로 프로 선수가 되기 전에 해당 경기에 출전하여 A매치에 처음으로 출전했으며 경기는 1-1 무승부로 끝났다. 이후 자국에서 열린 2014년 서아시아 축구 선수권 대회 출전 엔트리에 이름을 올리며 팀의 우승을 맛보았으나 역시 단 1경기도 출전하지 못했다. 
그리고 카타르 U-19 대표팀 소속으로 2014년 AFC U-19 챔피언십에서 6경기 3골을 터뜨리며 팀의 사상 첫 우승 및 2015년 FIFA U-20 월드컵 본선행을 이끌었으며 2015년 U-20 월드컵 본선 엔트리에 합류하여 조별리그 3경기를 모두 소화하며 16강 진출을 도왔지만 이집트와의 16강전에서는 출전하지 못했으며 결국 팀도 이집트에 0-1로 패하며 8강 진출에 실패했다.
이듬해인 2016년 8월 8일 이라크와의 친선 경기를 통해 마침내 성인대표팀 소속으로 국제 A매치 데뷔전을 치렀고 그로부터 1년 5개월 후 카타르 U-23 대표팀의 일원으로 참가한 2018년 AFC U-23 챔피언십 본선에서 무려 6골로 대회 득점왕에 오르며 팀을 4강으로 이끌었고 이듬해에 열린 2019년 AFC 아시안컵에서는 무려 9골로 카타르 A대표팀의 사상 첫 아시안컵 우승을 이끈 것은 물론 대회 득점왕, 대회 최우수선수, 대회 드림팀까지 모두 휩쓰는 기염을 토했다.
이후 초청팀 자격으로 출전한 2021년 CONCACAF 골드컵에서도 무려 4골로 또 다시 대회 득점왕과 베스트 11에 오르며 2002년 CONCACAF 골드컵에서 3위를 차지한 대한민국 이후 19년만에 북중미 골드컵에서 4강에 오른 2번째 아시아 국가라는 타이틀을 이끌어내는 등 카타르 대표팀 최고의 에이스로 성장했다.

## 수상

### 클럽
LASK 린츠
- 오스트리아 2. 리가 : 준우승 (2015-16)

알두하일 SC
- 카타르 스타스 리그 : 우승 (2016-17, 2017-18, 2019-20), 준우승 (2018-19, 2020-21)
- 카타르 에미르컵 : 우승 (2018, 2019)
- 카타르 크라운 프린스컵 : 우승 (2018), 준우승 (2020, 2021)

### 국가대표팀
카타르 U-20
- AFC U-20 아시안컵 : 우승 (2014)

 카타르 U-23
- AFC U-23 아시안컵 : 3위 (2018)

 카타르
- AFC 아시안컵 : 우승 (2019, 2023)
- 서아시아 축구 선수권 대회 : 우승 (2014)
- CONCACAF 골드컵 : 4강 (2021)
- FIFA 아랍컵 : 3위 (2021)

### 개인
- AFC U-23 아시안컵 득점왕 : 2018 (6골)
- AFC 아시안컵 득점왕 : 2019 (9골)
- AFC 아시안컵 최우수선수 : 2019
- AFC 아시안컵 드림팀 : 2019
- 국제축구역사통계연맹 선정 10년 내 AFC 최고의 남자 클럽 : 2011-2020
- CONCACAF 골드컵 득점왕 : 2021
- CONCACAF 골드컵 베스트 11 : 2021

## 같이 보기
- A매치 100경기 이상 출전한 축구 선수 명단